# Begonia fulgurata
Espèce
Begonia fulgurata est une espèce de plantes de la famille des Begoniaceae. Ce bégonia tubéreux est originaire du nord de la Thaïlande. L'espèce fait partie de la section Diploclinium. Elle a été décrite en 2017 par C.-I Peng, C.W.Lin et Phutthai.

## Description
Ce bégonia tubéreux peut faire penser à Begonia integrifolia ou bien à une forme naine de Begonia grandis, mais il s'en distingue notamment par sa pilosité et un feuillage tacheté de marron et veiné de gris argenté.

## Répartition géographique
Cette espèce est originaire du pays suivant : Thaïlande.